# Ajosjärvi
Ajosjärvi är en sjö i Finland. Den ligger i Mänttä-Filpula stad i landskapet Birkaland, i den södra delen av landet, 210 km norr om huvudstaden Helsingfors. Ajosjärvi ligger 97,9 meter över havet. I omgivningarna runt Ajosjärvi växer i huvudsak blandskog. Arean är 4,12 kvadratkilometer och strandlinjen är 23,9 kilometer lång. Sjön  ingår i Kumo älvs huvudavrinningsområde. 